# Devils and Realist
Devils and Realist (魔界王子 devils and realist?, Makai Ōji: Devils and Realist) è un manga scritto da Madoka Takadono e disegnato da Utako Yukihiro. L'opera è stata serializzata sulla rivista Comic Zero Sum di Ichijinsha dal 28 ottobre 2009 al 28 febbraio 2018. L'adattamento italiano è stato pubblicato dall'etichetta Goen di RW Edizioni dal 3 novembre 2012 al 12 novembre 2021. Un adattamento anime di 12 episodi è andato in onda in Giappone su TV Tokyo dal 7 luglio al 22 settembre 2013.

## Trama
William Twining è dotato di ottimo intelletto e di un ingente patrimonio. Frequenta una prestigiosa scuola e vive in un enorme palazzo con lo zio e numerosi inservienti, fra cui un fedele maggiordomo. Quando gli affari dello zio prendono una brutta piega, la famiglia Twining finisce in bancarotta. Mentre è alla ricerca di oggetti da rivendere per pagarsi la retta scolastica, William trova una stanza segreta nei sotterranei della propria dimora. Qui è contenuto un sigillo magico, tramite il quale William finisce per invocare accidentalmente un demone. L'essere diabolico, Dantalion, afferma che William è un discendente di Salomone, e in quanto tale ha il potere di nominare il futuro sovrano del mondo dei demoni. Di conseguenza, William verrà inseguito da tutti gli aspiranti candidati al trono degli Inferi.

## Personaggi

### Personaggi principali
William Twining (ウイリアム・トワイニング?, Uiriamu Towainingu)
Doppiato da: Takuya Eguchi
Il protagonista della serie, è la reincarnazione/discendente di re Salomone (anche se sembra non ricordare la sua vita passata), William è il figlio orfano di un nobile casato britannico che è più antico della famiglia reale britannica ed è molto orgoglioso del lignaggio della sua famiglia. Molto intelligente, William è stato il migliore della sua classe per tre anni consecutivi a Stradford ed è anche un prefetto per il quinto anno. Nonostante il fallimento della sua famiglia, mantiene nobili i sogni di società di alta classe per il suo futuro, sebbene sia costantemente preoccupato di come pagare le tasse scolastiche con la sua considerevole situazione finanziaria. William si considera un realista e non crede nei demoni o negli angeli, ma gradualmente diventa più aperto all'idea quando inizia a farsi coinvolgere dal soprannaturale, anche se desidera fortemente starne fuori. Come reincarnazione di Salomone, conserva la capacità di negare i poteri demoniaci dei demoni dei 72 pilastri. Essendo il discendente più vicino di Salomone, è anche colui che detiene l'anima di Salomone ed è l '"Elettore", ovverosia l'umano con la possibilità di scegliere il prossimo imperatore temporaneo dell'Inferno mentre Lucifero riposa.
Kevin Cecil (ケヴィン・セシル?, Kevin Seshiru)
Doppiato da: Jun Fukuyama
Kevin è il maggiordomo nonché il domestico di William, la sua famiglia ha servito quella di Twining per molte generazioni. A Kevin piace il gioco d'azzardo e a volte fa scommesse sul suo padrone, il che irrita William e perciò viene tempestivamente punito. Come unico servitore che è rimasto con William dopo il fallimento della famiglia Twining, si prende cura della villa e dei bisogni del suo padrone, ma in seguito ha sostituito Ernest Crosby come sacerdote alla Stradford School quando era debilitato. Sconosciuto a William, il vero nome di Kevin è Uriel (ウリエル?, Urieru), l'arcangelo noto come l'angelo del pentimento e della crudeltà, e aveva una storia con Salomone, incaricato di punirlo per essersi ribellato a Dio e ha cercato di ascendere la sua anima al cielo, compito in cui ha fallito. Inoltre, ha impersonato il vero Kevin Cecil dalla morte dei genitori di William. La sua forma angelica è ora segnata dall'assenza di un'ala, presa dall'Arcangelo Michael, e detiene molta influenza tra le chiese inglesi. Una volta che William scopre che non si tratta del vero Kevin Cecil, questi rivela la sua vera identità a William, che finisce lo perdona per le sue bugie.
Dantalion (ダンタリオン?, Dantarion)
Doppiato da: Takuma Terashima
Dantalion è il Granduca dell'Inferno, comandante dei 36 eserciti dell'Inferno e un demone Nephilim candidato a succedere al trono del mondo dei demoni mentre Lucifero dorme. È il 71° pilastro dei 72 pilastri di Salomone ed è seguito da due famigli-pipistrello, Amon e Mamon. Dopo aver annientato un'intera tribù nella sua vita passata, Dantalion divenne un demone dopo aver contrattato con Lucifero e divenne noto come "Colui che suona il flauto". Come l'unico contratto che Lucifero abbia mai avuto, Dantalion è il diretto discendente di Lucifero e possiede poteri che potrebbero superare i Quattro Re dell'Inferno. Mentre è travestito alla scuola di William, si fa chiamare "Dantalion Huber" e partecipa a vari sport, rendendolo popolare tra gli atleti.
Sytry (シトリー?, Shitorī)
Doppiato da: Yoshitsugu Matsuoka
In quanto angelo caduto, Sytry è un demone puro, e quindi guarda dall'alto in basso i demoni che prima erano umani. È il 12° pilastro di Salomone, inoltre è anche un visconte e Principe dell'Inferno che regna su 60 eserciti dell'Inferno. È anche un candidato nominato per succedere al trono da suo zio violento e controllante, Baalberith. Successivamente viene rivelato che la madre di Sytry è Gabriele e che non è mai stato un angelo caduto, piuttosto fu suo zio che sigillò i suoi poteri angelici e ingannò Sytry e tutti gli altri, facendolo passare per un angelo caduto. Metatron alla fine cattura Sytry e lo riporta in Paradiso, sottoponendolo al lavaggio del cervello facendogli assumere il mantello di sua madre come il nuovo "Gabriele". Nella sua vera forma, Sytry ha la faccia di un leopardo e le ali di un grifone, e può assumere la forma di un bell'uomo o di una bella donna. Ha la capacità di suscitare il desiderio umano e di far mostrare le donne nude se lo desidera. Mentre è travestito alla scuola di William, si fa chiamare "Sytry Cartwright" ed è trattato come una principessa alla Stradford School per via della sua bellezza che lo rende molto femminile agli occhi degli altri.
Camio (カミオ?, Kamio)
Doppiato da: Tetsuya Kakihara
Un generale dei demoni, Camio è il 53° pilastro che comanda 30 eserciti ed è un Grande Presidente dell'Inferno. È un mezzo demone, nato dall'unione illegittima di sua madre umana, la principessa Cassandra di Troia, e Lucifero, quindi possiede un potere che supera i Quattro Re. La sua forma umana è quella di un giovane che tiene una sciabola, ma la sua vera forma è quella di un tordo. Può dire al suo evocatore cosa stanno dicendo gli uccelli e gli animali, così come il significato dietro il suono che fa l'acqua. È un candidato per re sostituto nominato da Beelzebub. Alla Stradford School, Camio si fa conoscere con lo pseudonimo di "Nathan Caxton" ed è il Caposcuola, che William ammira.
Isaac Morton (アイザック・モートン?, Aizakku Mōton)
Doppiato da: Motoki Takagi
Isaac è un amico di William alla Stradford School e ha un forte interesse per le arti arcane e occulte. Sebbene Isaac e William abbiano personalità contrastanti, sono buoni amici e Isaac prende parte al soprannaturale che circonda William con gioia. Sebbene non sia intelligente come William, Isaac ha una maggiore conoscenza del mondo dei demoni e ha dimostrato di essere più abile nell'uso della magia di lui. Discende da una famiglia di mercanti e suo padre ha guadagnato una fortuna commerciando spezie e tè dall'India.

### Demoni
Gilles de Rais (ジル・ド・レイ?, Jiru do Rei)
Doppiato da: Kohsuke Toriumi
Gilles "Barbablù" de Rais era la precedente incarnazione del generale assassino di Jeanne d'Arc, il suo nome completo era: "Baron de Rais e conte di Brienne, Gilles de Monmorency-Laval". Gilles è morto da circa 400 anni ed è attualmente un subordinato dei Nephilim al Grande Duca Demone Baalberith. È innamorato di Jeanne e cerca il potere per spezzare il controllo di Michael su di lei e renderla di nuovo umana.
Astaroth (アシュタロス?, Ashutarosu)
Doppiato da: Sachi Kokuryu
Una donna dalla pelle scura, Astaroth è la Granduchessa dell'Inferno del Sud e il capo di 40 eserciti. Una grande demone considerata forte come Beelzebub, è classificata al 29º posto all'Inferno. È anche l'ex moglie di Beelzebub, madre di Lamia e capo dei Nephilim. È anche la guardiana di Dantalion, così come quella che lo ha nominato candidato alla carica di re sostituto. La sua precedente incarnazione era la regina d'Egitto Hatshepsut, che morì di carie e antenata di Salomone. Mentre la guerra tra l'Inferno e il Paradiso si intensifica, Astaroth va a riposare per ripristinare il suo potere e prolungare la sua vita, lasciando Dantalion senza alcun supporto.
Baalberith (バアルベリト?, Baaruberito)
Doppiato da: Keiji Fujiwara
Il duca occidentale e leader della fazione anti-Nephilim, scelse Sytry come suo candidato alla carica del re sostituto. Sebbene Sytry sia suo nipote, lo tratta male, considerandolo il suo "burattino", ed è stato quello che ha fatto diventare Sytry un demone.
Beelzebub (ベルゼビュート?, Beruzebyūto)
Doppiato da: Shinnosuke Tachibana
Il duca del Nord ed ex marito di Astaroth, Beelzebub è un demone di alto livello che comanda 16 eserciti, uno dei re dei quattro angoli del mondo e uno dei sette re demoni. Ha scelto Camio come suo candidato per il re sostituto.
Samael (サマエル?, Samaeru)
Doppiato da: Akira Ishida
Il duca orientale e amministratore delegato del mondo dei demoni, Samael è l'unico re che non ha scelto un candidato come re sostituto poiché è più fedele a Lucifero e continua a eseguire i suoi ordini, mettendo in moto numerosi complotti.
Lamia (ラミア?, Ramia)
Doppiata da: Shiori Mikami
Lamia è 77ª nella gerarchia demoniaca con un grado di principessa di corte. È molto infatuata di Dantalion, arrivando a sostenere di essere la sua fidanzata. È la figlia di Astaroth e Beelzebub, attualmente sotto la cura di sua madre e prende ordini da lei.
Amon (アモン?) e Mamon (マモン?)
Doppiati da: Kazutomi Yamamoto e Yūto Suzuki
Il pipistrello nero Amon e il pipistrello bianco Mamon sono familiari di Dantalion e agiscono come suoi informatori/osservatori quando riguardano lo stato di William e le relazioni con l'Inferno. Sebbene adorino il loro padrone e temano il suo carattere, tentano di riportare Dantalion nel mondo dei demoni per far in modo che questi possa adempiere ai suoi doveri.
Baphomet (バフォメット?, Bafometto)
Doppiato da: Hiroki Yasumoto
Baphomet è il maggiordomo di Dantalion, ha la testa di una capra dal pelo nero ed è un conte. Si prende cura della casa di Dantalion e sa cucinare cibi e dessert deliziosi.
Leonard (レオナール?, Reonāru)
Doppiato da: Kenshō Ono
Leonard è il maggiordomo di Sytry, ha la testa di una pecora dal pelo bianco ed è rivela del maggiordomo di Dantalion, Baphomet. Come quest'ultimo, sa cucinare cibi e dessert deliziosi.
Eligos (エリュゴス?, Eryugosu)
Doppiata da: Yū Kobayashi
Eligos è il 15° pilastro di Salomone con il grado di marchesa, comandante di 60 eserciti e subordinato a Beelzebub.
Lucifero (ルシファー?, Rushifā)
L'imperatore dell'Inferno e un angelo caduto, Lucifero si ribellò a Dio e fu sconfitto da suo fratello Michel e venne mandato all'Inferno come punizione. Per preservare la sua vita eterna, deve riposare periodicamente e in quel periodo viene nominato un re sostituto.

### Umani
Salomone (ソロモン?, Soromon)
Doppiato da: Mitsuki Saiga
Il re Salomone d'Israele era il figlio illegittimo di Davide e trascorse la sua infanzia imprigionato e imparando a usare la magia ed evocare demoni. Salomone era noto per la sua intelligenza magistrale, acclamato come il più grande saggio del mondo e benedetto da Dio. Sebbene Salomone fosse amato dal suo popolo, trascorreva il suo tempo con i suoi demoni e andava d'accordo pacificamente con molti di loro, e aveva persino un profondo legame con Lucifero. Era particolarmente vicino a Dantalion, che era il suo primo demone e fu ucciso da lui su suo desiderio.
Mycroft Swallow (マイクロフト・スワロー?, Maikurofuto Suwarō)
Doppiato da: Yūki Ono
Mycroft è un altro amico e collega prefetto di William a Stradford, di solito si fanno favori a vicenda e Swallow a volte copre William quando scompare. A differenza di Isaac, non ha alcuna conoscenza del mondo dei demoni che circonda William, ma è stato coinvolto in un incidente relativo ad essi dopo che suo padre ha stretto un contratto con Eligos.
Ernest Crosby (アーネスト・クロスビー?, Ānesuto Kurosubī)
Doppiato da: Kazuyuki Okitsu
Ernest Crosby è l'ex pastore della chiesa di Stradford e membro della "Mano di Dio", un'organizzazione speciale di esorcisti.
Samuel Liddell Mathers (サミュエル・リドル・メイザース?, Samyueru Ridoru Meizāsu)
Un mago, ex membro della "Mano di Dio" e Conte di Glenstrae, Mathers desidera rafforzare la razza umana per impedire a demoni e angeli di usarli. Ha preso la posizione di insegnante alla Stradford School per insegnare a William come usare la magia e ha persino permesso a Isaac di esercitarsi con loro.
Maria Mollins (マリア・モリンズ?, Maria Morinzu)
Doppiata da: Emi Shinohara e Chinatsu Akasaki (da giovane)
Maria Mollins è l'ex madre del dormitorio della Stradford School ed era considerata una donna severa ma premurosa con gli studenti. Da giovane, ha incontrato Camio e ha appreso della sua eredità demoniaca. Si innamorò di lui, ma Camio scomparve per proteggerla dal mondo dei demoni. Si è riunita con lui anni dopo e poi ha lasciato la scuola per problemi ai polmoni, ma Camio la visita spesso.
Adrian Swallow (エイドリアン・スワロー?, Eidorian Suwarō)
Doppiato da: Dai Matsumoto
Adrian Swallow era il padre di Mycroft Swallow e un barone politico. Dopo un incidente che avrebbe dovuto farlo morire, fece un patto con Eligos affinché la sua anima vivesse più a lungo, ma alla fine fu distrutta dagli esorcisti.
Elizabeth "Liz" Dale (エリザベス・デール?, Erizabesu Dēru)
Elizabeth è la fidanzata proposta per Mycroft Swallow, che lei chiama "Mike". È un'americana che parla spesso ad alta voce, caratteristica che la fa essere ridicolizzata dalle donne di alta classe dell'Inghilterra.
Elliot Eden (エリオット・イーデン?, Eriotto Īden)
Elliot Eden è un ragazzo intelligente della Stradford School che proviene da una stirpe di reverendi ed è stato posseduto da Michael per incontrare William nell'istituto.
Barton Twining (バートン・ツイニング?, Bāton Towainingu)
Barton Twining è lo zio di William Twining, ed era responsabile dei beni di William dopo aver perso i suoi genitori e lo prese sotto le sue cure. È anche un archeologo e finanzia degli scavi a tema. Quando la sua attività fallisce e va in bancarotta, gli esattori prendono tutti i beni dalla proprietà di Twining e lui scompare dopo il fallimento.

### Angeli
Michael (ミカエル?, Mikaeru)
Doppiato da: Hiroshi Kamiya
Michael è un arcangelo crudele e subdolo, il capo degli angeli e "Colui che assomiglia a Dio". È il fratello di Lucifero e complotta per assicurarsi che suo fratello non torni al suo trono e faccia di William una pedina per il Paradiso. Poiché è molto attivo e dà ordini a Kevin, sta svanendo per mancanza del dovuto riposo.
Raguel (ラグエル?, Ragueru)
Doppiato da: Jun'ichi Miyake
Raguel è un giovane misterioso e un esorcista per la "Mano di Dio", nonché un angelo che serve la casata di Uriel. È molto devoto a Kevin/Uriel ed è consapevole della sua lealtà conflittuale tra William e il Paradiso.
Metatron (メタトロン?)
Un angelo di alto rango, Metatron è il capo delle virtù e una volta era un essere umano. Sebbene infantile e spensierato, Metatron possiede una natura duplicata e manipolatrice con una forte fissazione per Michael, che cerca di sconfiggere.
Jeanne d'Arc (ジャンヌダルク?, Jannu Daruku)
Doppiata da: Saki Fujita
Jeanne era un'ex eroina famosa che è stata trasformata in una fedele soldatessa per il Paradiso da Michael ed è una generale per il suo "esercito di salvezza". Grazie alla sua forza e abilità, è destinata a diventare un arcangelo sulla nomina di Michael.

## Media

### Manga
Scritto da Madoka Takadono e disegnato da Utako Yukihiro, Devils and Realist è stato serializzato sulla rivista shōjo Comic Zero Sum dal 28 ottobre 2009 al 28 febbraio 2018. I capitoli sono raccolti in quindici volumi tankōbon da Ichijinsha pubblicati dal 25 maggio 2010 al 25 luglio 2018.
In Italia la serie è stata pubblicata da RW Edizioni sotto l'etichetta Goen dal 3 novembre 2012 al 12 novembre 2021.

#### Volumi
| 1  | 25 maggio 2010            | ISBN 978-4-7580-5508-6                                                      | 3 novembre 2012   | ISBN 978-88-6712-056-7 |
| 1  | Capitoli - Capitoli 1-5   |                                                                             |                   |                        |
| 2  | 25 novembre 2010          | ISBN 978-4-7580-5556-7                                                      | 12 gennaio 2013   | ISBN 978-88-6712-057-4 |
| 2  | Capitoli - Capitoli 6-12  |                                                                             |                   |                        |
| 3  | 25 maggio 2011            | ISBN 978-4-7580-5605-2                                                      | 23 febbraio 2013  | ISBN 978-88-6712-066-6 |
| 3  | Capitoli - Capitoli 13-18 |                                                                             |                   |                        |
| 4  | 24 dicembre 2011          | ISBN 978-4-7580-5672-4                                                      | 28 settembre 2013 | ISBN 978-88-6712-128-1 |
| 4  | Capitoli - Capitoli 19-25 |                                                                             |                   |                        |
| 5  | 25 giugno 2012            | ISBN 978-4-7580-5718-9                                                      | 24 ottobre 2013   | ISBN 978-88-6712-156-4 |
| 5  | Capitoli - Capitoli 25-31 |                                                                             |                   |                        |
| 6  | 25 dicembre 2012          | ISBN 978-4-7580-5774-5                                                      | 25 gennaio 2014   | ISBN 978-88-6712-171-7 |
| 6  | Capitoli - Capitoli 32-37 |                                                                             |                   |                        |
| 7  | 25 giugno 2013            | ISBN 978-4-7580-5826-1                                                      | 19 gennaio 2019   | ISBN 978-88-6712-567-8 |
| 7  | Capitoli - Capitoli 38-42 |                                                                             |                   |                        |
| 8  | 25 dicembre 2013          | ISBN 978-4-7580-5869-8                                                      | 12 marzo 2021     | ISBN 978-8-8671-2808-2 |
| 8  | Capitoli - Capitoli 43-48 |                                                                             |                   |                        |
| 9  | 25 giugno 2014            | ISBN 978-4-7580-5917-6                                                      | 12 marzo 2021     | ISBN 978-8-8671-2809-9 |
| 9  | Capitoli - Capitoli 49-54 |                                                                             |                   |                        |
| 10 | 25 dicembre 2014          | ISBN 978-4-7580-5974-9                                                      | 14 maggio 2021    | ISBN 978-88-9284-077-5 |
| 10 | Capitoli - Capitoli 55-60 |                                                                             |                   |                        |
| 11 | 25 luglio 2015            | ISBN 978-4-7580-3077-9                                                      | 28 maggio 2021    | ISBN 978-88-9284-097-3 |
| 11 | Capitoli - Capitoli 61-66 |                                                                             |                   |                        |
| 12 | 25 gennaio 2016           | ISBN 978-4-7580-3147-9                                                      | 24 settembre 2021 | ISBN 978-88-9284-337-0 |
| 12 | Capitoli - Capitoli 67-72 |                                                                             |                   |                        |
| 13 | 25 ottobre 2016           | ISBN 978-4-7580-3235-3                                                      | 15 ottobre 2021   | ISBN 978-88-9284-117-8 |
| 13 | Capitoli - Capitoli 73-79 |                                                                             |                   |                        |
| 14 | 25 luglio 2017            | ISBN 978-4-7580-3299-5                                                      | 29 ottobre 2021   | ISBN 978-88-9284-147-5 |
| 14 | Capitoli - Capitoli 80-87 |                                                                             |                   |                        |
| 15 | 25 luglio 2018            | ISBN 978-4-7580-3371-8 (ed. regolare) ISBN 978-4-7580-3372-5 (ed. limitata) | 12 novembre 2021  | ISBN 978-88-9284-167-3 |
| 15 | Capitoli - Capitoli 88-91 |                                                                             |                   |                        |

### Anime

Il logo della serie anime

Il 24 dicembre 2012 fu annunciato che una serie anime basata sul manga era in produzione, composta da 12 episodi, e che sarebbe stata trasmessa dal 7 luglio 2013. I diritti internazionali al di fuori dell'Asia sono stati acquistati da Crunchyroll in versione sottotitolata.
La serie è stata prodotta da Doga Kobo e Pony Canyon, diretta da Chiaki Kon, scritta da Michiko Yokote e i disegni sono di Kikuko Sadakata. Le sigle iniziali e finali sono rispettivamente Believe My Dice e A shadow's love song, entrambe di Takuya Eguchi, Takuma Terashima, Yoshitsugu Matsuoka e Tetsuya Kakihara. Un CD con le canzoni è stato pubblicato il 24 luglio 2013.

#### Episodi
| Nº | Titolo italiano (traduzione letterale) Giapponese 「Kanji」 - Rōmaji                                                                                        | In onda           | In onda |
| Nº | Titolo italiano (traduzione letterale) Giapponese 「Kanji」 - Rōmaji                                                                                        | Giapponese        |         |
| 1  | Pilastro 1 - Devil and Realist 「第1柱「devil and realist」」 - Dai 1-hashira「devil and realist」                                                          | 7 luglio 2013     |         |
| 2  | Pilastro 2 - Human and Angel 「第2柱「human and angel」」 - Dai 2-hashira「human and angel」                                                                | 14 luglio 2013    |         |
| 3  | Pilastro 3 - Exorcist and Ghost 「第3柱「exorcist and ghost」」 - Dai 3-hashira「exorcist and ghost」                                                       | 21 luglio 2013    |         |
| 4  | Pilastro 4 - An Old Love Story 「第4柱「an old love story」」 - Dai 4-hashira「an old love story」                                                          | 28 luglio 2013    |         |
| 5  | Pilastro 5 - Mill and Flour 「第5柱「mill and flour」」 - Dai 5-hashira「mill and flour」                                                                   | 4 agosto 2013     |         |
| 6  | Pilastro 6 - The One Who Scheme 「第6柱「the one who scheme」」 - Dai 6-hashira「the one who scheme」                                                       | 11 agosto 2013    |         |
| 7  | Pilastro 7 - Party and Battle 「第7柱「party and battle」」 - Dai 7-hashira「party and battle」                                                             | 18 agosto 2013    |         |
| 8  | Pilastro 8 - Pain and Ecstasy 「第8柱「pain and ecstasy」」 - Dai 8-hashira「pain and ecstasy」                                                             | 25 agosto 2013    |         |
| 9  | Pilastro 9 - Vice and Virginity 「第9柱「vice and virginity」」 - Dai 9-hashira「vice and virginity」                                                       | 1º settembre 2013 |         |
| 10 | Pilastro 10 - Another Battle -As An Intermission- 「第10柱「Another Battle -as an intermission-」」 - Dai 10-hashira「Another Battle -as an intermission-」 | 8 settembre 2013  |         |
| 11 | Pilastro 11 - King and Ring 「第11柱「king and ring」」 - Dai 11-hashira「king and ring」                                                                   | 15 settembre 2013 |         |
| 12 | Pilastro 12 - Realist but Romanticist 「第12柱「realist but romanticist」」 - Dai 12-hashira「realist but romanticist」                                     | 22 settembre 2013 |         |

### Musica
Un CD contenenti le sigle d'apertura e di chiusura è stato pubblicato il 24 luglio 2013. Il 6 novembre 2013 è stato lanciato sul mercato un album di dieci character song interpretate dai doppiatori dei personaggi principali. Come parte dell'album, contiene una versione solista di Believe My Dice eseguita rispettivamente dal doppiatore di William, Takuya Eguchi, e dal doppiatore di Sytry, Yoshitsugu Matsuoka. Il doppiatore di Dantalion, Takuma Terashima, e il doppiatore di Camio, Tetsuya Kakihara, hanno cantato le rispettive versioni da solista di a shadow's love song.

### Drama CD
Un drama-CD in edizione limitata intitolato 「realist and companion」 è stato pubblicato e venduto durante l'84° Comiket. Gli acquirenti che hanno acquistato i set DVD/Blu-ray da Animate hanno ricevuto un drama-CD speciale intitolato 「 realist and steward 」.

### Pubblicazioni
Il 6 luglio 2013 è stata pubblicata la Makai Ouji: Devils and Realist Introduction Guide (魔界王子 devils and realist イントロダクションガイ?), la quale contiene le illustrazioni delle serie manga e anime assieme ad alcune interviste a Madoka Takadono, Utako Yukihiro, Michiko Yokote e Chiaki Kon. In seguito sono usciti Utako Yukihiro's Artworks: Makai Ouji: Devils and Realist (雪広うたこ アートワークス 魔界王子devils and realist?) e Makai Ouji Official Fanbook (魔界王子devils and realist 公式ファンブック?), entrambi distribuiti il 25 settembre 2013.
Un altro libro intitolato Makai Ouji: Devils and Realist - Animation Fanbook (魔界王子devils and realist アニメーションファンブック [単行本（ソフトカバー）])?) è stato reso disponibile il 25 dicembre 2013.

### Videogioco
Namco Bandai Games ha annunciato lo sviluppo di un videogioco intitolato Makai Ōji: Devils and Realist: Treasure of the Substitute King (魔界王子 devils and realist 代理王の秘宝?) per Nintendo 3DS. Presenta una trama originale e introduce due nuovi personaggi, Rashid doppiato da Yoshimasa Hosoya e Hebdar doppiato da Tomokazu Sugita.
Nel titolo in questione vengono narrate le vicende di Rashild, uno studente appena trasferito e figlio di un diplomatico egiziano che fa presto la conoscenza di William. I due diventano rapidamente amici, ma quando un misterioso intruso invade la scuola, scoprono l'esistenza di un tesoro nascosto all'interno dell'edificio. Così William e Dantalion iniziano da lì a poco la loro caccia al tesoro, decisi a conquistare fama e fortuna.
Il gioco è caratterizzato dalle scelte che verranno concesse al giocatore con trame ramificate, oltre a finali multipli. Nel corso della storia, Kevin diventerà un candidato per il posto di sovrano provvisorio dell'Inferno. Man mano che il giocatore avanza nella storia nei panni di William, il gioco misurerà la ricchezza del protagonista e la sua amicizia con i personaggi demoni (Dantalion, Sytry e Camio) e Kevin. Dal momento che il gioco include dei finali multipli, la storia finirà in modo diverso a seconda del fatto che il giocatore scelga di legarsi ai demoni e Kevin o di seguire i propri desideri. Per aiutarlo a completare ogni percorso, il gioco mostrerà un grafico apposito che consente di rivedere ogni punto decisionale superato e i livelli di amicizia con gli altri personaggi.
Nella versione in edizione limitata, gli acquirenti potevano anche ricevere un drama-CD speciale, un libretto contenente gli artwork, le immagini di Utako Yukihiro, oltre che le interviste dedicate ai personaggi originali. Il gioco è stato pubblicato il 26 settembre 2013.

### Musical
Un adattamento musical del manga è andato in onda dal 1° al 5 giugno 2016 presso la Zenrōsai Hall Space Zero di Shibuya, Tokyo. Tsuneyasu Motoyoshi (Emukichi-Beat) ha diretto il musical, Naohiro Ise ha scritto la sceneggiatura e CLIE ha prodotto lo spettacolo. Mashū Ishiwatari ha interpretato William, Taiyō Ayukawa ha vestito i panni di Dantalion, Takuya Kawaharada è Sytry, Kōhei Norizuki è Kevin, Masato Saki è Gilles de Rais, Seiya Konishi è Isaac Morton, Kosuke Yonehara è Camio, Yūichi Matsumoto è Crosby, Ken è Baphomet ed infine Makoto ha ricoperto il ruolo di Baalberith. Un DVD contenente lo spettacolo è stato pubblicato nell'ottobre 2016 solo in Giappone.
A giugno 2017 è stato annunciato un sequel del primo musical uscito nel novembre successivo. Tsuneyasu Motoyoshi è tornato a dirigere il musical, con Naohiro Ise e CLIE che sono tornati a ricoprire i medesimi compiti di sceneggiatura e produzione. Mashū Ishiwatari e Taiyō Ayukawa sono tornati a vestiti i panni di William e Dantalion. Lo spettacolo si è svolto dal 4 al 12 novembre 2017 all'evento Shinjuku Face.

## Accoglienza
Rebecca Silverman di Anime News Network recensì il primo volume del manga affermando che non era particolarmente meraviglioso. Aveva dei bei momenti e chiaramente si stava forzando di essere interessante, ma la mancanza di un buon protagonista, che definì non molto simpatico, e lo stesso espediente della trama venivano ripetuti più volte nel volume, ovvero trovare William e farsi dare il voto, il che rendeva stancante. Anche se non era un volume orribile, era comunque mediocre.
Un recensore di Anime UK News apprezzò l'anime trovando che l'unico problema fosse l'assenza di un finale appropriato, dato che la serie animata adattava i primi cinque volumi dell'opera cartacea e non disponeva di un seguito per vedere lo svolgimento delle restanti vicende, definendolo un peccato in quanto aveva un grande potenziale e un eroe meravigliosamente semplice come William Twining. Inoltre elogiò anche la forte colonna sonora orchestrale di Hiroshi Takaki che riusciva a stabilire un'autentica atmosfera del diciannovesimo secolo, così come dei temi adatti alle battaglie. Concluse consigliando la visione agli amanti degli anime a tema soprannaturale.